# 미국 주택도시개발부
미국 주택도시개발부(美國住宅都市開發部, 영어: Department of Housing and Urban Development)는 미국의 행정 기관이다. 연방 정부의 한 부로서 주택 개선과 시가지 개발 및 대도시 계획에 관한 전국적인 계획을 입안하고 실시한다.